# 已開發國家

国际货币基金组织发达经济体

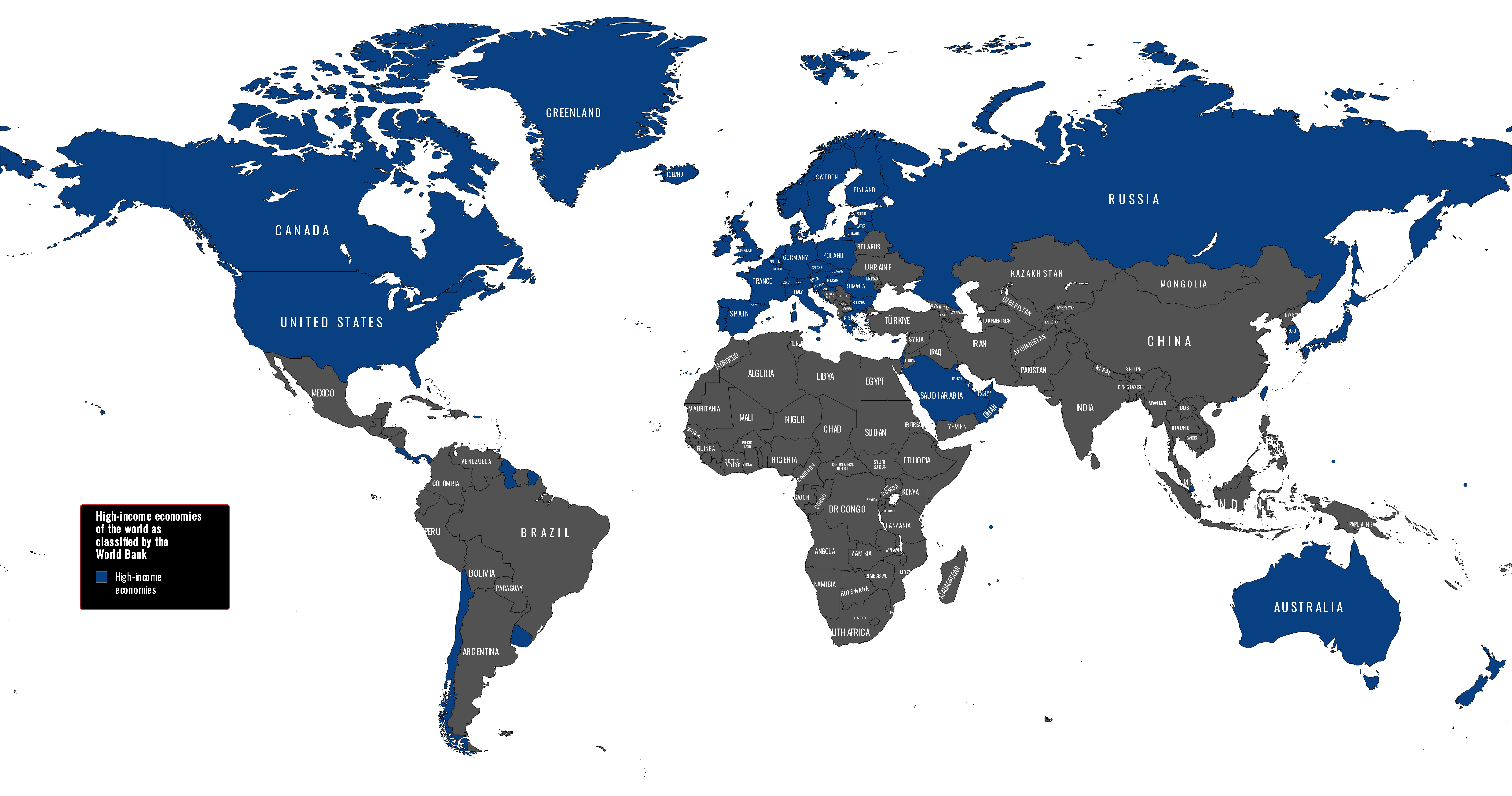
世界銀行高所得經濟體

人类发展指数世界分布图按类型（根据2021年数据，发布于2022年）世界分佈圖

经济合作与发展组织（OECD）下属发展援助委员会（DAC）的会员国

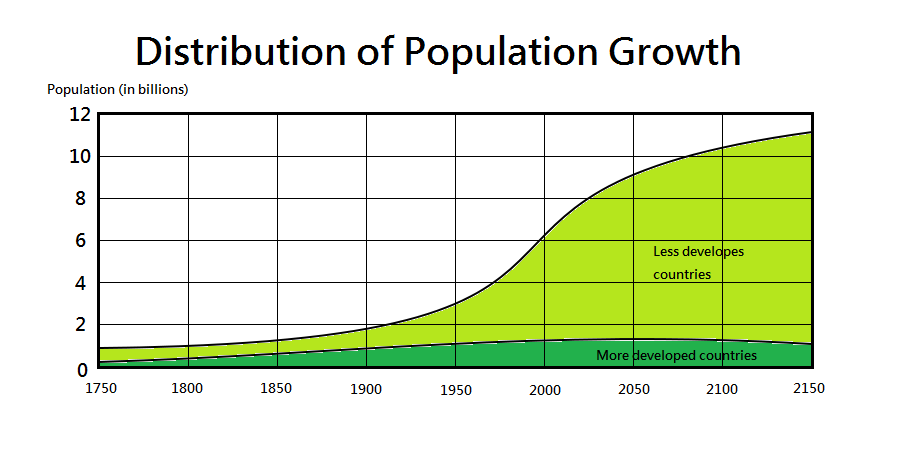
已開發國家人口成長

- 極高
- 高
- 中
- 低
- 沒有數據

已開發國家（英語：Developed country，又稱已开发国家、先进国、工業化国家、高所得国家），指相对于其他工业化程度较低的国家而言，具有较高生活水準、发达经济和先进技术基础设施的主权国家。最常见的评价经济发展程度的标准是国内生产总值（GDP）、国民生产总值（GNP）、人均GDP、人均收入、组织动员能力、工业化水平、广泛的基础设施数量與一般生活水平。
发达国家通常拥有更先进的后工业经济，亦即服務業（第三產業）比工業（第二產業）創造更大的社會財富。該點與发展中国家形成对比，后者通常正处于工业化进程中，甚至是前工业化或仍然是农业化的国家，其中一些国家可能被定義為最不发达国家。根据国际货币基金组织的数据，截至2015年，发达经济体占全球名義GDP的60.8%，若按购买力平价（PPP）計算，則為42.9%。

## 定义与标准
目前國際上對發達國家的定義依然存在爭議，其中国际货币基金组织認為，人均名义GDP（以2021年為例）達20,000美元可做為一個最基础的門檻——與美國於1960年代的發展水平類似。
其他對於發達國家的定義中，经济标准佔主导地位，當中又包含兩個次標準：一為人均收入，即發達國家的人均國民生產總值通常較高；二為工业化：即發達國家的第三产业和第四产业通常是其境內的主導產業。
同時，近年來亦越發流行使用人类发展指数作為衡量標準，該指數主要結合一國的人均收入、預期壽命及受教育水平三方面的表現進行綜合賦分。按照該標準，發達國家即人類發展指數達「極高」的國家。然而，該指數仍然有不足之處，如人均净财富、貨品相對質量、产业及服务的多元化程度以及政治体制的成熟度沒有被納為賦分項。正因如此，部分發達國家（如七國集團）的人類發展指數國際排名可能會偏低。
根据联合国统计司的说法。
在联合国系统内，没有指定「发达」和「发展中」国家或地区的既定公约。
而且它也指出：
指定「发达」和「发展中」是为了统计上的方便，不一定表示对某一国家或地区在发展进程中所达到的阶段的判断。
至于国际上公认的“发达国家”，一般即等于国际货币基金组织公布的发达经济体（advanced economies），这些经济体不仅拥有极高的人均收入，而且拥有相当高的工业化水平（即国民收入主要依赖于第二、三、四、五产业，而非某些特定自然资源），并且其在社会发展程度（包括教育、医疗、就业、平等权利、政治权利等方面）亦处于领先地位。另一方面，世界贸易组织则并没有关于发达国家和发展中国家的定义，并允许其成员国自己决定宣称是“发达国家”，还是“发展中国家”。例如，特朗普就曾指责新加坡自称“发展中国家”。

### 相似词汇
与发达国家概念相关的术语包括 「先进国家」、「工业化国家」、「较发达国家」（MDC）、「经济较发达的国家」（MEDC）、「全球北方国家」、「第一世界国家」和 「后工业化国家」。工业化国家这个词可能有些含糊，因为工业化是一个持续的过程，很难定义。第一个工业化国家是英国，其次是比利时。后来它进一步扩散到德国、美国、法国和其他西欧国家。然而，根据一些经济学家，如杰弗里·萨克斯的观点，目前发达国家和发展中国家之间的鸿沟主要是20世纪的现象。
马瑟斯·瓦克尔纳格尔将国家的二元标签称为「既不是描述性的，也不是解释性的。它只是对GDP迷信的一种不经意和具有破坏性的认可。在现实中，不存在两种类型的国家，而是有200多个不同的国家，它们都面临着相同的自然法则，但每个国家都有独特的特点」。

## 按不同标准划分的国家名单

### 名單
综合世界银行、國際貨幣基金组织、聯合國開發計劃署、等机构發布的资料來看，已開發國家/地区有以下這些：
| 成為已開發經濟體年份 | 成為高收入經濟體年份 | 國家/地区  | 區域        | 人口        | 面積（km²） | 人口密度 |
| -------------------- | -------------------- | ---------- | ----------- | ----------- | ----------- | -------- |
| 1990年以前           | 1987－               | 日本       | 亞洲-東亞   | 124,840,000 | 377,972     | 330      |
| 1997年               | 1995－               |            | 亞洲-東亞   | 51,844,800  | 100,210     | 517      |
| 1997年               | 1987－               | 新加坡     | 亞洲-東南亞 | 5,637,000   | 728         | 7,743    |
| 1997年               | 1987－               | 以色列     | 亞洲-西亞   | 9,681,900   | 20,770      | 466      |
| 1997年               | 1987－               | 香港       | 亞洲-東亞   | 7,291,600   | 1,106       | 6,593    |
| 1997年               | 1987－               | 澳門       | 亞洲-東亞   | 682,300     | 30.4        | 22,444   |
| 1997年               | 1987－               | 臺灣       | 亞洲-東亞   | 23,894,300  | 36,197      | 660      |
| 1990年以前           | 1987－               | 瑞士       | 歐洲-中歐   | 8,645,100   | 41,284      | 210      |
| 1990年以前           | 1987－               | 奥地利     | 歐洲-中歐   | 8,654,200   | 83,858      | 103      |
| 1990年以前           | 1987－               | 德国       | 歐洲-中歐   | 81,427,000  | 357,022     | 228      |
| 1990年以前           | 1987－               | 法國       | 歐洲-西歐   | 65,569,000  | 551,500     | 119      |
| 1990年以前           | 1987－               | 荷蘭       | 歐洲-西歐   | 17,291,000  | 41,528      | 416      |
| 1990年以前           | 1987－               | 盧森堡     | 歐洲-西歐   | 613,000     | 2,586       | 237      |
| 1990年以前           | 1987－               | 比利时     | 歐洲-西歐   | 11,568,000  | 30,528      | 379      |
| 1990年以前           | 1987－               | 爱尔兰     | 歐洲-西歐   | 4,739,300   | 70,273      | 67.4     |
| 1990年以前           | 1987－               | 英国       | 歐洲-西歐   | 66,366,000  | 243,610     | 273      |
| 1990年以前           | 1987－               | 冰島       | 歐洲-北歐   | 337,700     | 103,000     | 3.3      |
| 1990年以前           | 1987－               | 瑞典       | 歐洲-北歐   | 10,071,000  | 449,964     | 22.4     |
| 1990年以前           | 1987－               | 丹麦       | 歐洲-北歐   | 5,843,347   | 43,094      | 136      |
| 1990年以前           | 1987－               | 挪威       | 歐洲-北歐   | 5,446,700   | 385,054     | 14.1     |
| 1990年以前           | 1987－               | 芬兰       | 歐洲-北歐   | 5,601,900   | 338,145     | 16.6     |
| 1990年以前           | 1987－               | 西班牙     | 歐洲-南歐   | 45,806,000  | 505,992     | 90.6     |
| 1990年以前           | 1987－               | 義大利     | 歐洲-南歐   | 59,984,000  | 301,318     | 199      |
| 1990年以前           | 1994－               | 葡萄牙     | 歐洲-南歐   | 10,189,000  | 91,982      | 111      |
| 1990年以前           | 1996－               | 希腊       | 歐洲-東南歐 | 10,800,000  | 131,957     | 81.8     |
| 2001年               | 1988－               | 賽普勒斯   | 歐洲-東南歐 | 1,244,100   | 9,251       | 134      |
| 2007年               | 1997－               | 斯洛維尼亞 | 歐洲-東南歐 | 2,078,800   | 20,256      | 103      |
| 2009年               | 2007－               | 斯洛伐克   | 歐洲-中歐   | 5,439,900   | 49,033      | 111      |
| 2009年               | 2006－               | 捷克       | 歐洲-中歐   | 10,572,000  | 78,866      | 134      |
| 2013年               | 2008－               |            | 歐洲-中歐   | 3,861,967   | 56,561      | 177.2    |
| 2008年               | 2002－               | 馬爾他     | 歐洲-南歐   | 423,500     | 316         | 1340     |
| 2012年               | 2000－               | 圣马力诺   | 歐洲-南歐   | 32,572      | 61          | 534      |
| 2011年               | 2006－               | 爱沙尼亚   | 歐洲-東歐   | 1,296,300   | 45,100      | 28.7     |
| 2014年               | 2009－               | 拉脫維亞   | 歐洲-東歐   | 1,887,800   | 64,600      | 29.2     |
| 2015年               | 2012－               | 立陶宛     | 歐洲-東歐   | 2,713,300   | 65,300      | 41.6     |
| 2020年               | 1990－               | 安道尔     | 歐洲-南歐   | 72,500      | 468         | 155      |
| 1990年以前           | 1987－               | 加拿大     | 美洲-北美   | 37,281,000  | 9,984,670   | 3.73     |
| 1990年以前           | 1987－               | 美国       | 美洲-北美   | 329,100,000 | 9,629,091   | 34.2     |
| 不適用               | 1989－               | 波多黎各   | 美洲-北美   | 3,474,182   | 9,104       | 382      |
| 1990年以前           | 1987－               |            | 大洋洲      | 25,321,000  | 7,692,024   | 3.29     |
| 1990年以前           | 1987－               | 新西兰     | 大洋洲      | 4,642,800   | 270,534     | 17.2     |